# Fiorinia formosensis
Fiorinia formosensis är en insektsart som beskrevs av Takahashi 1933. Fiorinia formosensis ingår i släktet Fiorinia och familjen pansarsköldlöss.
Artens utbredningsområde är Taiwan. Inga underarter finns listade i Catalogue of Life.